# Thomas Mermann

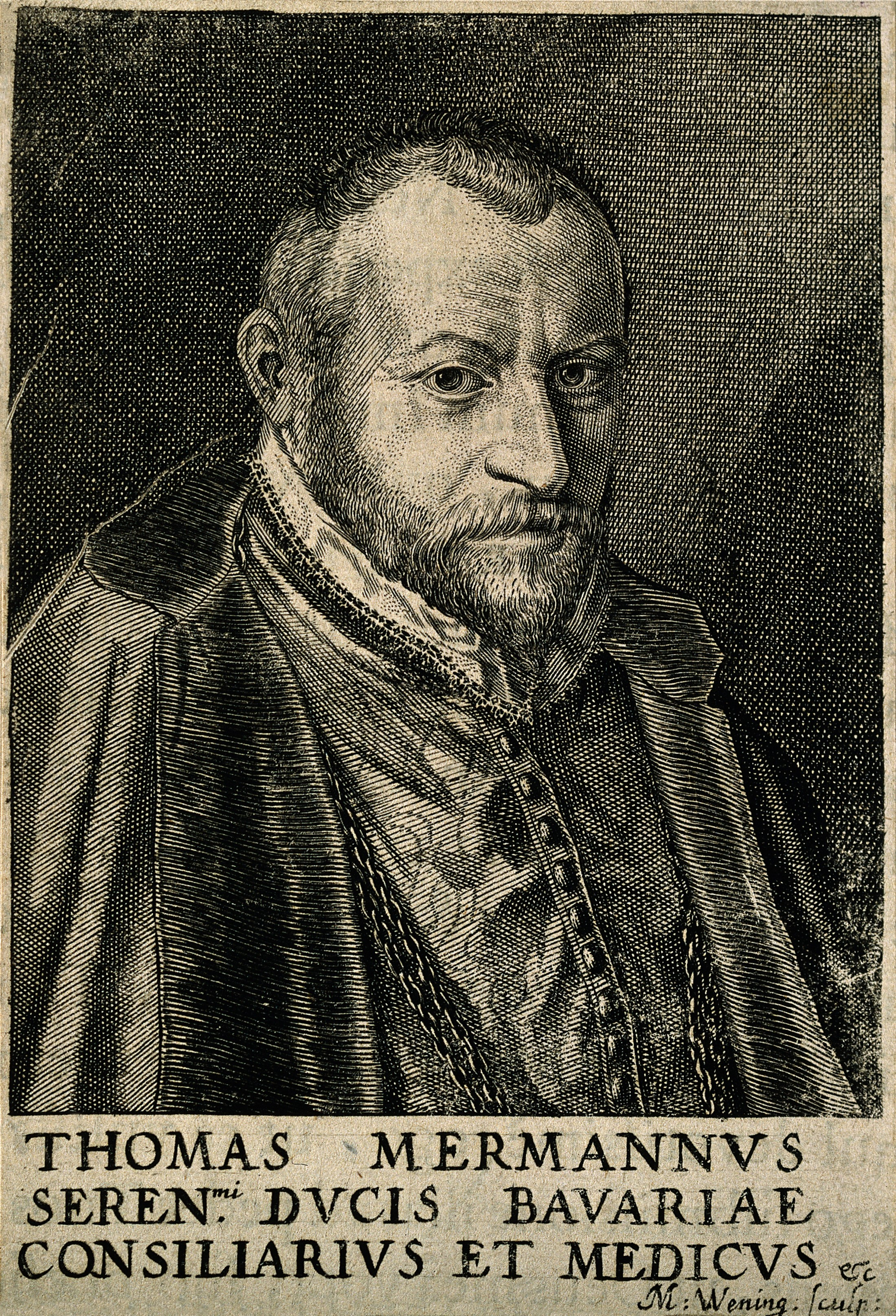
Thomas Mermann, Kupferstich von Michael Wening († 1718)

Thomas Mermann oder Mörmann, ab 1586 Mermann von Schönburg (auch Thomas Mermann von Schönburg zu Aufhofen; * 1547 in Köln; † 25. Dezember 1612), war ein deutscher Arzt und Politiker.

## Leben
Mermann erhielt seine erste Ausbildung an den Schulen von Köln, Augsburg und Innsbruck. Anschließend studierte er Philosophie an der Universität Pisa. Um 1568 begann er an der Hochschule in Pisa Vorlesungen zu halten. Sein Erfolg als Lehrer in Pisa wurde Cosimo I. de’ Medici bekannt, sodass er ihn an den Hof nach Florenz berief. Später absolvierte er ein Studium der Medizin, das er als Doktor der Medizin abschloss.
Mermann wurde vom Fürstbischof von Eichstätt Martin von Schaumberg zum Leibarzt berufen und folgte 1580 einem Ruf des Herzogs Wilhelm V. von Bayern. Am Münchner Hof stand er, der sich durch seine humanistische Bildung auszeichnete, schnell in der Gunst des Herzogs, ebenso wie in der Gunst dessen Nachfolgers Herzog Maximilian I. von Bayern und wurde nicht nur in medizinischen, sondern auch in Regierungs- und diplomatischen Angelegenheiten herangezogen. Entsprechend wurde er 1584 zum herzoglichen Rat ernannt. Er galt um die Jahrhundertwende als einer der einflussreichsten Räte in Bayern. 1606 wurde er zum ersten Leibarzt befördert. Zugleich bemühte sich Kaiser Rudolf II. Mermann als Leibarzt zu gewinnen, da dieser als einer der führenden Ärzte seiner Zeit galt, allerdings blieb Mermann in München.
Mermann erhielt 1585 von Herzog Wilhelm das Schloss Schönberg verliehen, das er bis 1589 verwaltete. Kaiser Rudolf II. erhob ihn 1586 in den Reichsadelsstand und begründete das Geschlecht Mörmann. 1596 kaufte Mermann die Hofmark Vogach, die er nach kurzer Zeit wieder veräußerte, 1605 kaufte er die Hofmark Aufhofen. 1593 ehrte ihn Papst Clemens VIII. mit einer goldenen Kette.
Mermann stand in Kontakt mit dem Humanisten Justus Lipsius.

## Schriften
- Carmen ad W. T. de Hutten de obitu episcopi Herbipolensis Friderici.
- Thomae Mermanni von Schönberg Consultationes ac Responsiones medicae, Ingolstadt 1675.